# Marion (Luisiana)
Marion é uma cidade  localizada no estado americano de Luisiana, na Paróquia de Union.

## Demografia
Segundo o censo americano de 2000, a sua população era de 806 habitantes.
Em 2006, foi estimada uma população de 770, um decréscimo de 36 (-4.5%).

## Geografia
De acordo com o United States Census Bureau tem uma área de
8,3 km², dos quais 8,3 km² cobertos por terra e 0,0 km² cobertos por água.

## Localidades na vizinhança
O diagrama seguinte representa as localidades num raio de 32 km ao redor de Marion.